# رون لونش (مدير فني)
رون لونش (بالإنجليزية: Ron Lynch)‏ هو مدير فني أمريكي، ولد في 2 يونيو 1940.